# کریم‌آباد موقوفه
کریم‌آباد موقوفه، روستایی از توابع بخش کهریزک شهرستان ری در استان تهران ایران است.

## جمعیت
این روستا در دهستان کهریزک قرار دارد و براساس سرشماری مرکز آمار ایران در سال ۱۳۸۵، جمعیت آن ۴۶۴ نفر (۱۰۳خانوار) بوده‌است.